# تپه امیرآباد ۲
تپه امیرآباد (۲) مربوط به دوره نوسنگی - عصر مس - عصر آهن - سده‌های میانه دوران‌های تاریخی پس از اسلام است و در شهرستان دورود، بخش مرکزی، دهستان دورود، ۴۰۰ متری شمال غرب روستای امیرآباد واقع شده و این اثر در تاریخ ۲۸ شهریور ۱۳۸۶ با شمارهٔ ثبت ۱۹۵۵۹ به‌عنوان یکی از آثار ملی ایران به ثبت رسیده است.